# Rheeza Grant
Rheeza Grant (ur. 10 sierpnia 1986) – trynidadzko-tobagijska siatkarka. W sezonie 2012/2013 występowała w klubie AZS Białystok. Reprezentantka kraju we wszystkich kategoriach wiekowych.

## Kluby
- University of Trinidad and Tobago
- AZS Białystok (2012–2013)